# Girlsway
Girlsway est une société américaine de production de films pornographiques qui ne produit que des films de sexe lesbien.

## Histoire
Le site a été lancé le 23 octobre 2014 avec la particularité d’être dédié uniquement à la pornographie lesbienne.
Girlsway doit sa popularité à ses productions de haute qualité. En effet, les premières séries « pilote » comme : Sharing The Bed, A Wiffe’s Affair et The Business Of Women ont été remarquées par l’aspect cinématographie de la réalisation et par le jeu des actrices.
Au fur et à mesure, Girlsway tenaient une place de plus en plus importante sur la scène du divertissement pour adultes. Cette popularité a permis de créer la marque Adultime.
Bree Mills est la principale productrice/réalisatrice du site.
En 2018, Girlsway a été élu meilleur site de l'année par XBIZ.

## Vidéothèque sélective
- 2015 : Abigail's First Lesbian Anal
- 2015 : Big Ass Toys
- 2015 : Blonde's First Butt
- 2015 : Brandi's Girls
- 2015 : Business of Women
- 2015 : Eat My Muffin and Other Stories
- 2015 : Lola's First Lesbian Anal
- 2015 : Mommy Caught Me
- 2015 : Mother's Secret Twins
- 2015 : Sex Tape Lesbians: A Girl's POV
- 2015 : Sex Tape Lesbians: Take Me on a Ride
- 2015 : Sex Tape Lesbians: Watch Me Cum
- 2015 : Sorority Sister Showdown
- 2015 : Surprise Lesbian
- 2015 : Teach Me Mommy
- 2015 : Turning: A Lesbian Horror Story
- 2015 : Wife's Affair
- 2016 : Bad School Girls
- 2016 : Ex-mom Movement
- 2016 : Faces of Alice
- 2016 : Lesbian Coming Out Stories
- 2016 : Living with a Nudist
- 2016 : Missing: a Lesbian Crime Story
- 2016 : Mommy Takes a Squirt
- 2016 : My Virgin Daughter
- 2016 : Project Pandora
- 2016 : Runaway
- 2016 : Sharing The Bed
- 2016 : Soccer Star
- 2016 : Spying On Mommy
- 2016 : Squirting Stories
- 2016 : Three-Way Mistress
- 2016 : Vegas Sins
- 2016 : Your Dirty Daughter
- 2017 : Art of Lesbian Anal
- 2017 : Art of Older Women
- 2017 : Babes in Butts
- 2017 : Dirty Cinderella Story
- 2017 : Dream Pairings: Chapter One
- 2017 : Fantasy Factory
- 2017 : Fashion Model
- 2017 : Girlsway Girl Story
- 2017 : Her Special Day
- 2017 : Meet My Girlfriend
- 2017 : Mom and Mommy
- 2017 : Mom Swap
- 2017 : Mom's Shrink
- 2017 : My Daughter's Approval
- 2017 : My Mom's Tits
- 2017 : My Sex Therapist
- 2017 : Squirting Stories 2
- 2017 : Teacher's Discipline
- 2017 : Vampires
- 2017 : Who's the Bitch Now
- 2018 : Deep Delivery
- 2018 : Girlsway Crew
- 2018 : Lesbian Workout Stories
- 2018 : Military Wives
- 2018 : She Caught Me
- 2018 : Wet Dream (II)

## Récompenses et nominations
Récompenses
- 2018 AVN - best action/thriller : Vampires
- 2018 AVN - Best actress : Sara Luvv (The Faces of Alice)
- 2018 AVN - Best Older Woman/Younger Girl Movie : The Art Of Older Women
- 2018 XBIZ - All-Girl Release of the year-Feature : Vampires
- 2018 XBIZ - All-Girl Site of the year : Girlsway.com

Nominations

## Personnalités

### Actrices produites
Ci-dessous, quelques-unes des actrices les plus connues :
- Aaliyah Love
- Abella Danger
- Abigail Mac
- Adriana Chechik
- Aiden Ashley
- Aidra Fox
- AJ Applegate
- Alexis Fawx
- Alexis Texas
- Allie Haze
- Ana Foxxx
- Angela White
- Anikka Albrite
- April O'Neil
- August Ames
- Brandi Love
- Bree Daniels
- Brett Rossi
- Briana Banks
- Bridgette B
- Capri Anderson
- Carter Cruise
- Casey Calvert
- Celeste Star
- Chanel Preston
- Charlotte Stokely
- Chastity Lynn
- Cherie DeVille
- Dana DeArmond
- Dana Vespoli
- Dani Daniels
- Dillion Harper
- Elexis Monroe
- Elsa Jean
- Foxy Di
- Georgia Jones
- Gina Valentina
- Gracie Glam
- India Summer
- Jada Stevens
- Jasmine Jae
- Jayden Cole
- Jayme Langford
- Jelena Jensen
- Jenna Sativa
- Jessa Rhodes
- Julia Ann
- Karlie Montana
- Karma Rx
- Katie Morgan
- Katie St. Ives
- Lexi Belle
- Lily LaBeau
- Lisa Ann
- Maddy O'Reilly
- Melissa Moore
- Mia Malkova
- Mindi Mink
- Misty Stone
- Penny Pax
- Phoenix Marie
- Presley Hart
- RayVeness
- Remy LaCroix
- Riley Reid
- Ryan Ryans
- Sara Luvv
- Sarah Vandella
- Shyla Jennings
- Sinn Sage
- Stella Cox
- Syren De Mer
- Taissia Shanti
- Tanya Tate
- Taylor Sands
- Trinity St. Clair
- Val Dodds
- Valentina Nappi
- Vanessa Veracruz
- Veronica Avluv
- Vicki Chase
- Whitney Westgate
- Evelyn Claire
- Cassidy Klein
- Kristen Scott